# G7

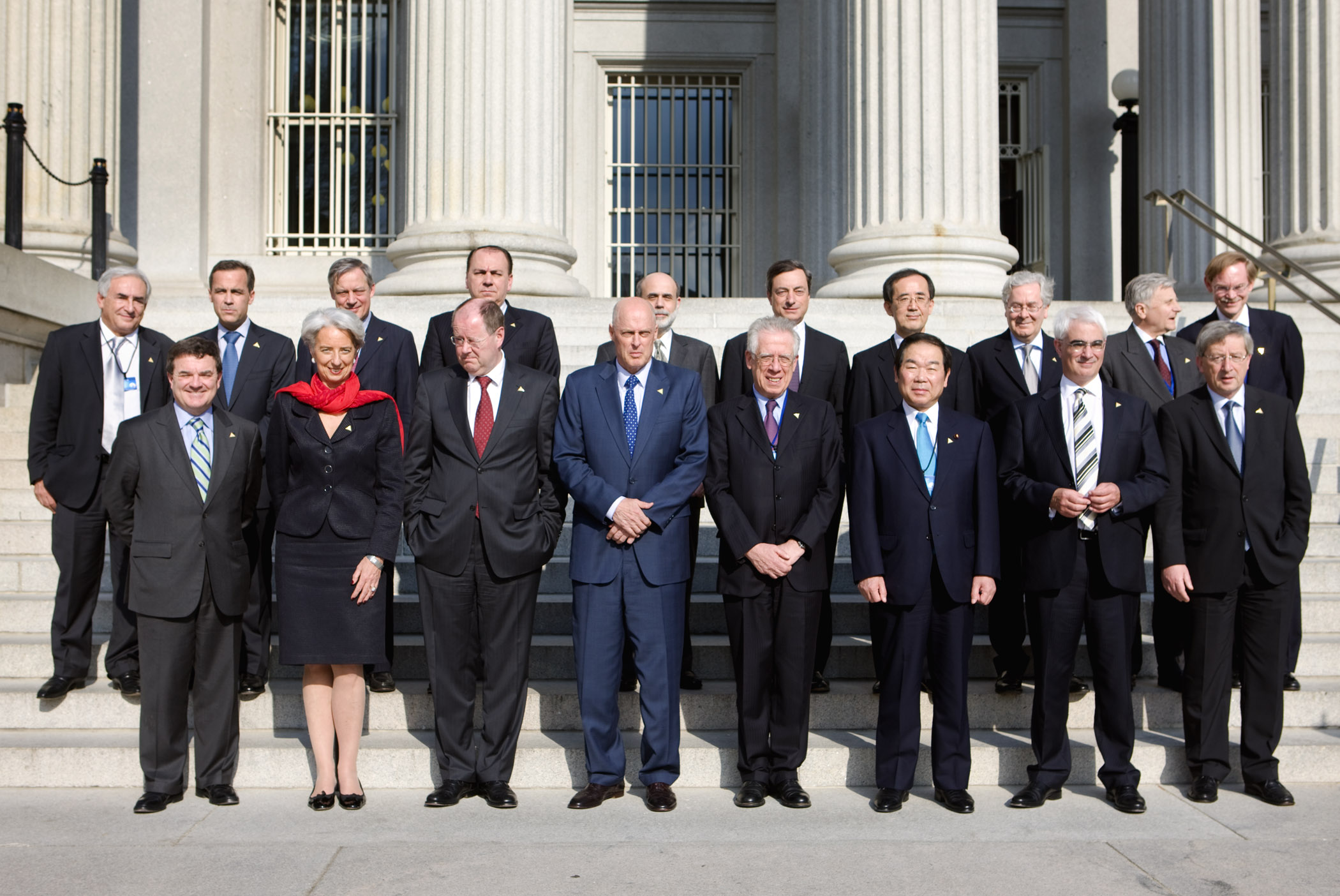
Bộ trưởng tài chính của nhóm G7 tại cuộc họp năm 2008 (hàng đầu, trái sang phải): Bộ trưởng Tài chính Canada Jim Flaherty, Pháp Christine Lagarde, Đức Peer Steinbrueck, Hoa Kỳ Henry Paulson, Ý Tommaso Padoa-Schioppa, Nhật Fukushiro Nukaga, Anh Alistair Darling và Jean-Claude Juncker, chủ tọa nhóm Euro Group.

Nhóm G7 (viết tắt tiếng Anh: Group of Seven) là diễn đàn của 7 cường quốc có nền kinh tế phát triển tiêu biểu. Nhóm này thành hình vào năm 1976, khi Canada gia nhập nhóm G6 trước kia bao gồm Hoa Kỳ, Nhật Bản, Đức, Anh, Pháp và Ý. Bảy vị bộ trưởng của 7 nước thành viên nhóm họp vài lần mỗi năm để bàn luận và trao đổi về các chính sách kinh tế, đưa ra chiến lược bảo vệ, định hướng và dẫn dắt cho nền kinh tế các nước thành viên trong khối, công việc này đôi khi cũng được hỗ trợ bởi những kỳ họp thường xuyên của các viên chức khác như thứ trưởng Bộ tài chính.
Cần lưu ý là nhóm G7 khác nhóm G8. G8 là tập hợp cấp thượng đỉnh của bảy nước kể trên với Nga thêm vào, nhưng Nga đã bị loại kể từ khi xảy ra cuộc khủng hoảng Crimea. Cuộc họp G8 là do nguyên thủ quốc gia tham dự thường cân nhắc những vấn đề chính trị trong khi G7 là do bộ trưởng tài chính đảm nhiệm và chủ đề thì chỉ hạn chế, gói gọn trong phạm vi kinh tế.
Trong năm 2008, G7 nhóm họp lần đầu vào ngày 11 tháng 4 ở Washington D.C., thủ đô của Hoa Kỳ và lần thứ hai vào ngày 10 tháng 10 cũng ở Washington D.C. để bàn về cuộc khủng hoảng kinh tế cùng năm.

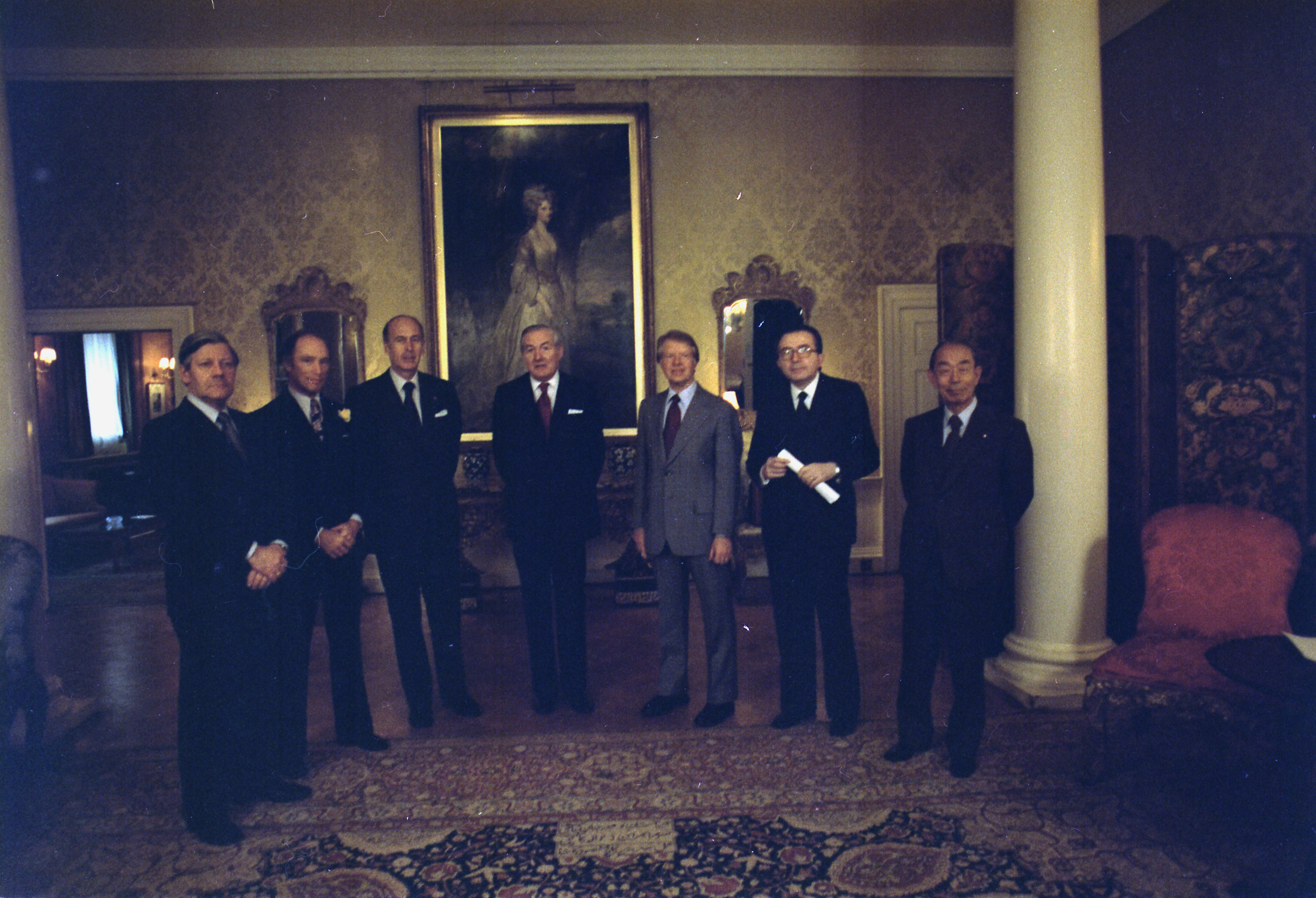
G7 năm 1977: Helmut Schmidt, Pierre Trudeau, Valéry Giscard d'Estaing, James Callaghan, Jimmy Carter, Giulio Andreotti và Takeo Fukuda.
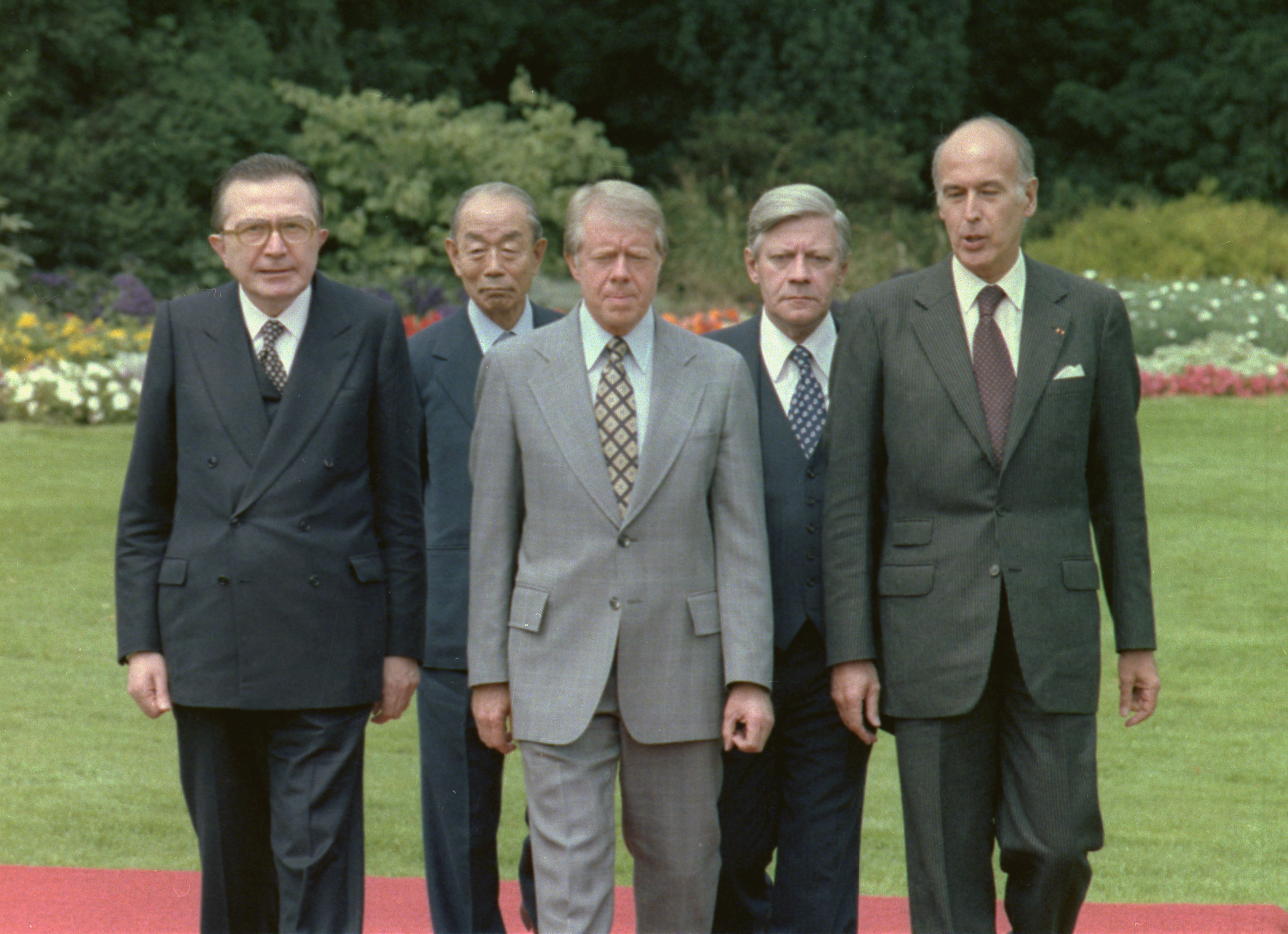
G7 năm 1978: Giulio Andreotti, Takeo Fukuda, Jimmy Carter, Helmut Schmidt và Valéry Giscard d'Estaing
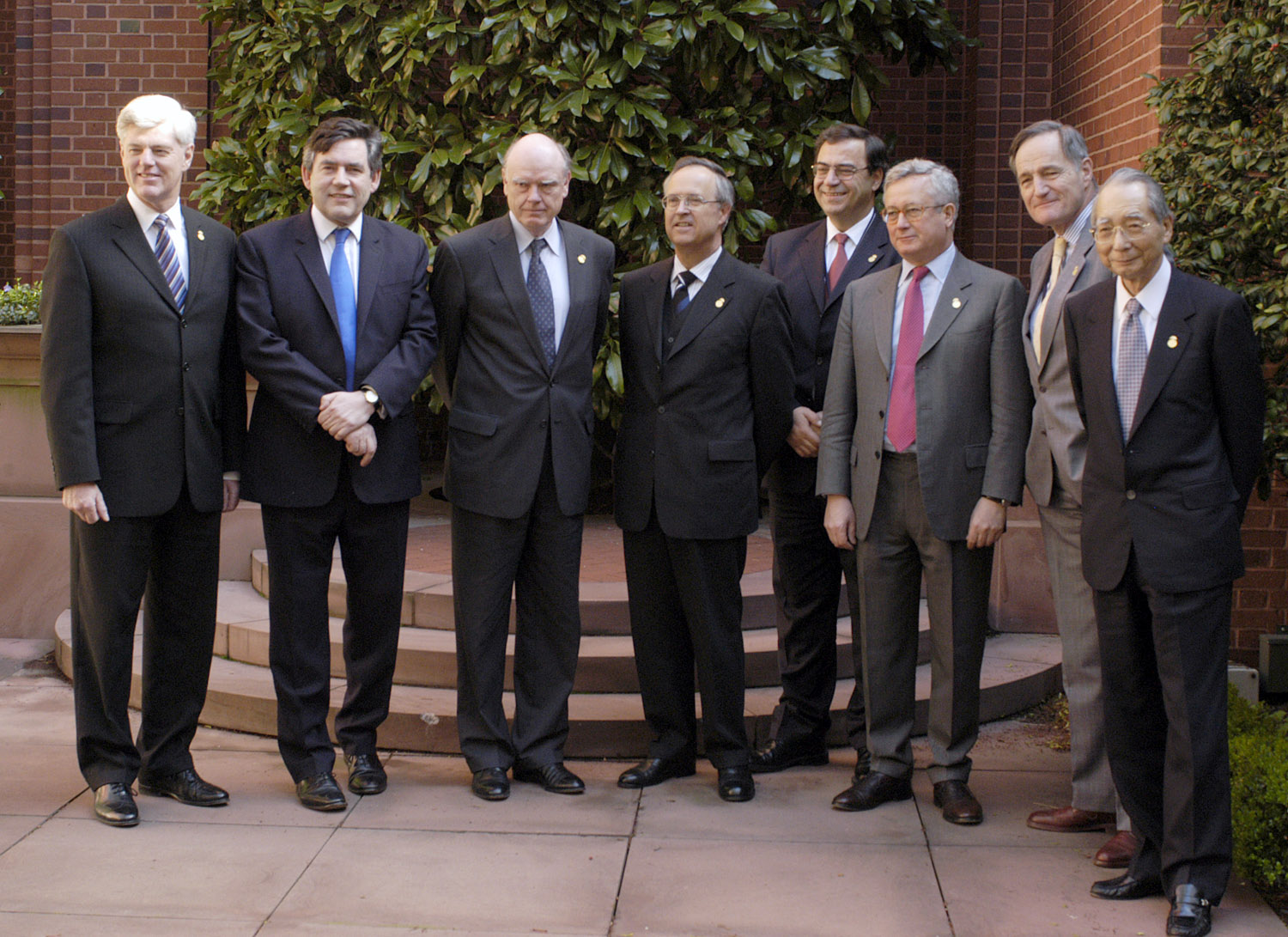
G7 năm 2003